# Gumières
Gumières est une commune française située dans le département de la Loire en région Auvergne-Rhône-Alpes, et faisant partie de Loire Forez Agglomération.

## Géographie
|                                       | Verrières-en-Forez | Chazelles-sur-Lavieu  |
| Saint-Anthème Puy-de-Dôme             | Gumières           |                       |

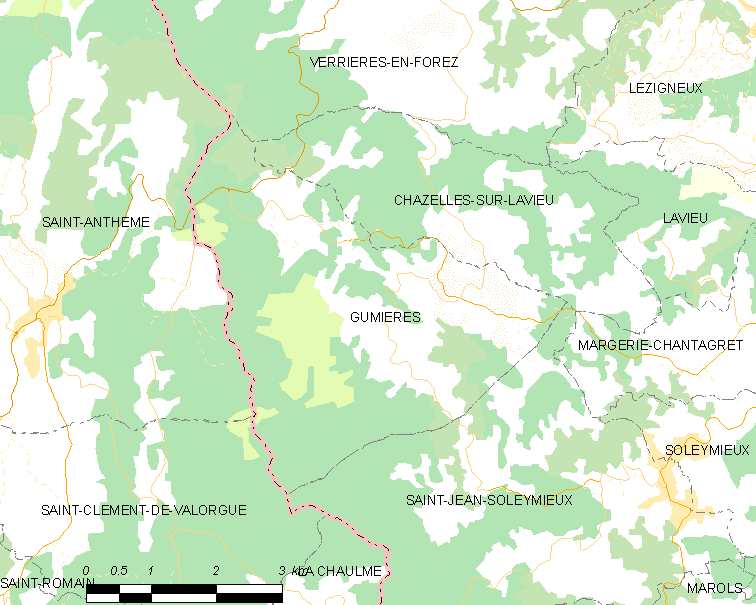
Localisation du village et des communes aux alentours

| Saint-Clément-de-Valorgue Puy-de-Dôme |                    | Saint-Jean-Soleymieux |

### Climat
Pour des articles plus généraux, voir Climat d'Auvergne-Rhône-Alpes et Climat de la Loire.
En 2010, le climat de la commune est de type climat de montagne, selon une étude du Centre national de la recherche scientifique s'appuyant sur une série de données couvrant la période 1971-2000. En 2020, Météo-France publie une typologie des climats de la France métropolitaine dans laquelle la commune est exposée à un climat de montagne ou de marges de montagne et est dans la région climatique Nord-est du Massif Central, caractérisée par une pluviométrie annuelle de 800 à 1 200 mm, bien répartie dans l’année.
Pour la période 1971-2000, la température annuelle moyenne est de 8,7 °C, avec une amplitude thermique annuelle de 15,8 °C. Le cumul annuel moyen de précipitations est de 951 mm, avec 10,4 jours de précipitations en janvier et 7,4 jours en juillet. Pour la période 1991-2020, la température moyenne annuelle observée sur la station météorologique de Météo-France la plus proche, « Saint-Anthème », sur la commune de Saint-Anthème à 5 km à vol d'oiseau, est de 6,9 °C et le cumul annuel moyen de précipitations est de 1 346,5 mm,. Pour l'avenir, les paramètres climatiques de la commune estimés pour 2050 selon différents scénarios d'émission de gaz à effet de serre sont consultables sur un site dédié publié par Météo-France en novembre 2022.

## Urbanisme

### Typologie
Au 1er janvier 2024, Gumières est catégorisée commune rurale à habitat dispersé, selon la nouvelle grille communale de densité à sept niveaux définie par l'Insee en 2022.
Elle est située hors unité urbaine. Par ailleurs la commune fait partie de l'aire d'attraction de Montbrison, dont elle est une commune de la couronne,. Cette aire, qui regroupe 27 communes, est catégorisée dans les aires de moins de 50 000 habitants,.

### Occupation des sols
L'occupation des sols de la commune, telle qu'elle ressort de la base de données européenne d’occupation biophysique des sols Corine Land Cover (CLC), est marquée par l'importance des forêts et milieux semi-naturels (64,1 % en 2018), une proportion identique à celle de 1990 (64,1 %). La répartition détaillée en 2018 est la suivante : 
forêts (52,7 %), prairies (28,1 %), milieux à végétation arbustive et/ou herbacée (11,4 %), zones agricoles hétérogènes (7,9 %). L'évolution de l’occupation des sols de la commune et de ses infrastructures peut être observée sur les différentes représentations cartographiques du territoire : la carte de Cassini (XVIIIe siècle), la carte d'état-major (1820-1866) et les cartes ou photos aériennes de l'IGN pour la période actuelle (1950 à aujourd'hui).

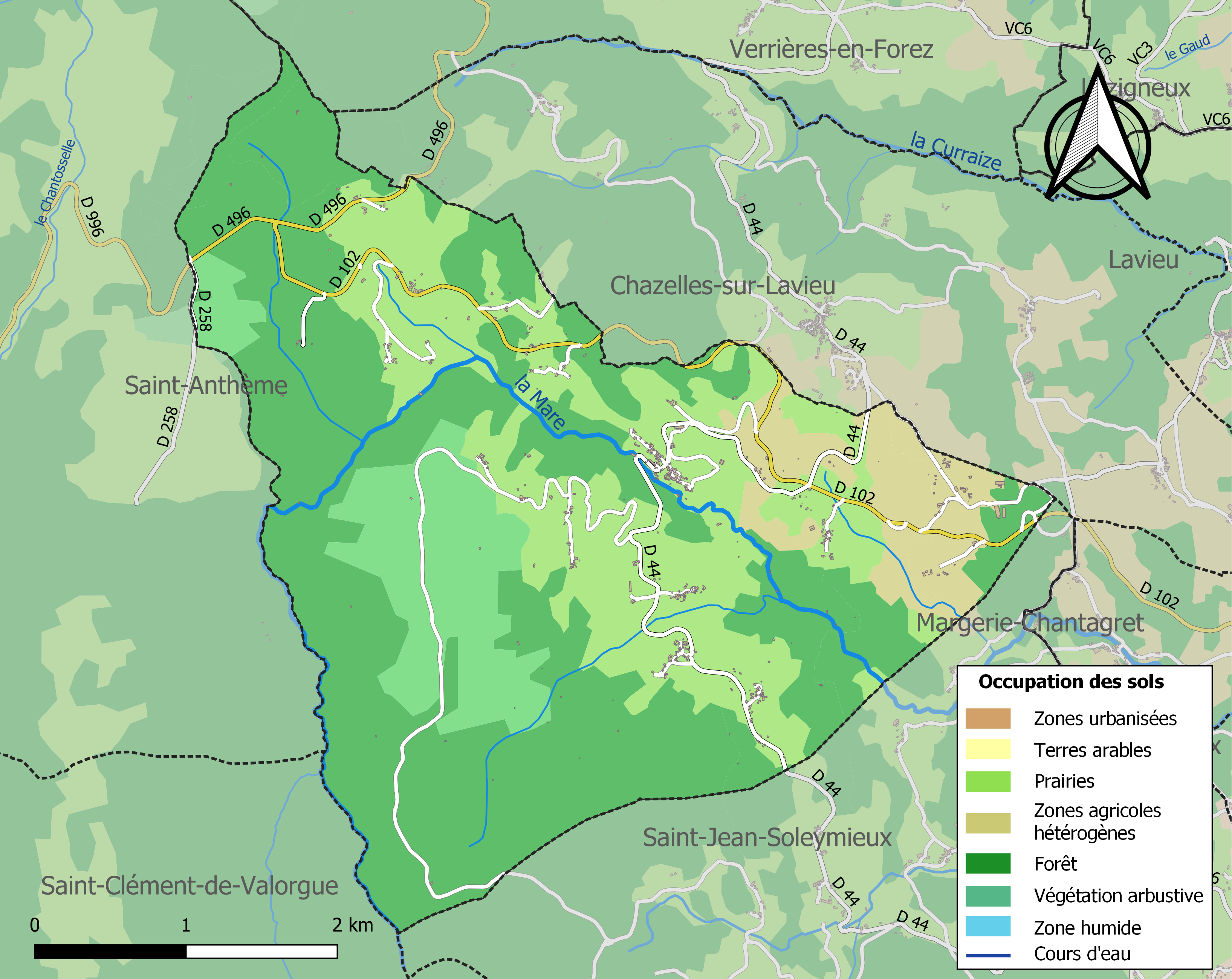
Carte des infrastructures et de l'occupation des sols de la commune en 2018 (CLC).

## Histoire
(février 2017).
Le prieuré de Gumières a été fondé d'une donation faite le 9 août 978 par l'archevêque de Lyon, Amblard de Thiers, à l'abbaye de Cluny. Le prieuré a été placé sous la dépendance de celui de Ris, en Auvergne, qui relève de l'abbaye de Cluny.

L'église de Gumières était placée sous le vocable de Saint-Barthélemy. La plus grande partie de la paroisse dépendait de la châtellenie de Lavieu.

## Blasonnement
|  | Les armoiries de Gumières se blasonnent ainsi : D’argent au sapin de sinople posé sur une terrasse de même, au sanglier passant de sable, défendu du champ, brochant sur le tout. |

## Politique et administration
| Période                                  | Période  | Identité          | Étiquette | Qualité |
| ---------------------------------------- | -------- | ----------------- | --------- | ------- |
| Les données manquantes sont à compléter. |          |                   |           |         |
| mars 2008                                |          | Robert Harnois    |           |         |
| mars 2014                                | mai 2020 | Bruno Jacquetin   |           |         |
| mai 2020                                 | En cours | Christian Cassulo |           |         |

Gumières faisait partie de la communauté d'agglomération de Loire Forez de 2003 à 2016 puis a intégré Loire Forez Agglomération.

## Démographie
L'évolution du nombre d'habitants est connue à travers les recensements de la population effectués dans la commune depuis 1793. Pour les communes de moins de 10 000 habitants, une enquête de recensement portant sur toute la population est réalisée tous les cinq ans, les populations de référence des années intermédiaires étant quant à elles estimées par interpolation ou extrapolation. Pour la commune, le premier recensement exhaustif entrant dans le cadre du nouveau dispositif a été réalisé en 2004.

En 2022, la commune comptait 319 habitants, en évolution de −1,24 % par rapport à 2016 (Loire : +1,32 %, France hors Mayotte : +2,11 %).
| 1793  | 1800 | 1806  | 1821  | 1831  | 1836  | 1841  | 1846  | 1851  |
| ----- | ---- | ----- | ----- | ----- | ----- | ----- | ----- | ----- |
| 1 140 | 980  | 1 141 | 1 086 | 1 472 | 1 310 | 1 320 | 1 119 | 1 229 |

| 1856  | 1861 | 1866  | 1872 | 1876 | 1881 | 1886 | 1891 | 1896 |
| ----- | ---- | ----- | ---- | ---- | ---- | ---- | ---- | ---- |
| 1 052 | 996  | 1 005 | 950  | 940  | 934  | 986  | 953  | 880  |

| 1901 | 1906 | 1911 | 1921 | 1926 | 1931 | 1936 | 1946 | 1954 |
| ---- | ---- | ---- | ---- | ---- | ---- | ---- | ---- | ---- |
| 954  | 881  | 840  | 738  | 681  | 625  | 593  | 548  | 509  |

| 1962 | 1968 | 1975 | 1982 | 1990 | 1999 | 2004 | 2006 | 2009 |
| ---- | ---- | ---- | ---- | ---- | ---- | ---- | ---- | ---- |
| 450  | 387  | 307  | 250  | 257  | 253  | 268  | 258  | 312  |

| 2014 | 2019 | 2022 | - | - | - | - | - | - |
| ---- | ---- | ---- | - | - | - | - | - | - |
| 322  | 320  | 319  | - | - | - | - | - | - |

## Lieux et monuments

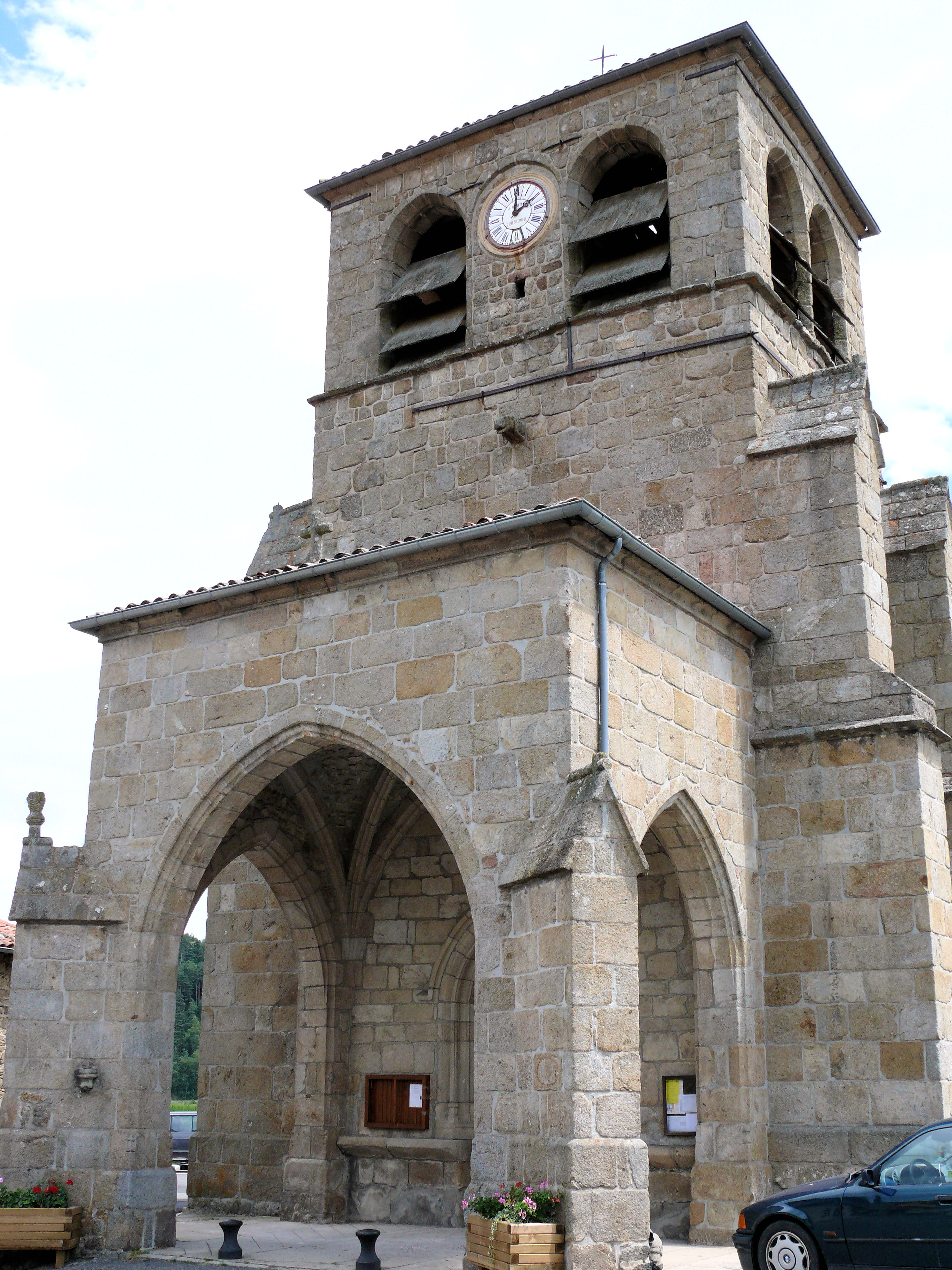
L'église Saint-Barthélemy et son porche.

- la cascade du saut du diable est la plus grande d'une suite de cascades se trouvant sur la Mare, la rivière qui traverse le village. Cette cascade se trouve à environ 3 km du bourg.
- l'église Saint-Barthélemy du village est classée monument historique. Elle fut construite au XVe siècle.
- le col de la Croix de l'Homme Mort, emprunté par le Tour de France en 1959, 1971, 1986 et 1999.
- Sur le territoire de la commune se trouvent 25 croix dont la plus ancienne est la croix de mission de 1829 située devant l'église[18].